# Heather Locklear
Heather Deen Locklear (født 25. september 1961 i Westwood i Los Angeles i Californien) er en amerikansk skuespiller. 
Locklear har medvirket i over 30 film og TV-produktioner og er bedst kendt som «Amanda» i TV-serien Melrose Place.
Mens Locklear var student ved UCLA, begyndte hun blandt andet at arbejde som model. I 1979 fik hun sin første TV-rolle, i en TV-film, og et år senere havde hun en rolle i en episode av CHiPs. Hun havde også nogle små roller i show som Eight is Enough og The Fall Guy, før Aaron Spelling castede hende til sin nye TV-serie, Dollars. Serien havde premiere i 1981, og Locklear blev øjeblikkelig en hit. Spelling castede hende senere til politiserien T.J. Hooker, hvor hun spillede overfor William Shatner. Showet havde premiere i 1982. 
Op igennem 1980'erne fortsatte Heather Locklear at medvirke i disse to tv-serier.
I 1990'erne, Fik Locklear den mest kendte rollen i sin karrieren som «Amanda Woodward» i serien Melrose Place, hvor hun medvirkede fra 1993 til 1999.